# AN/TPS-59

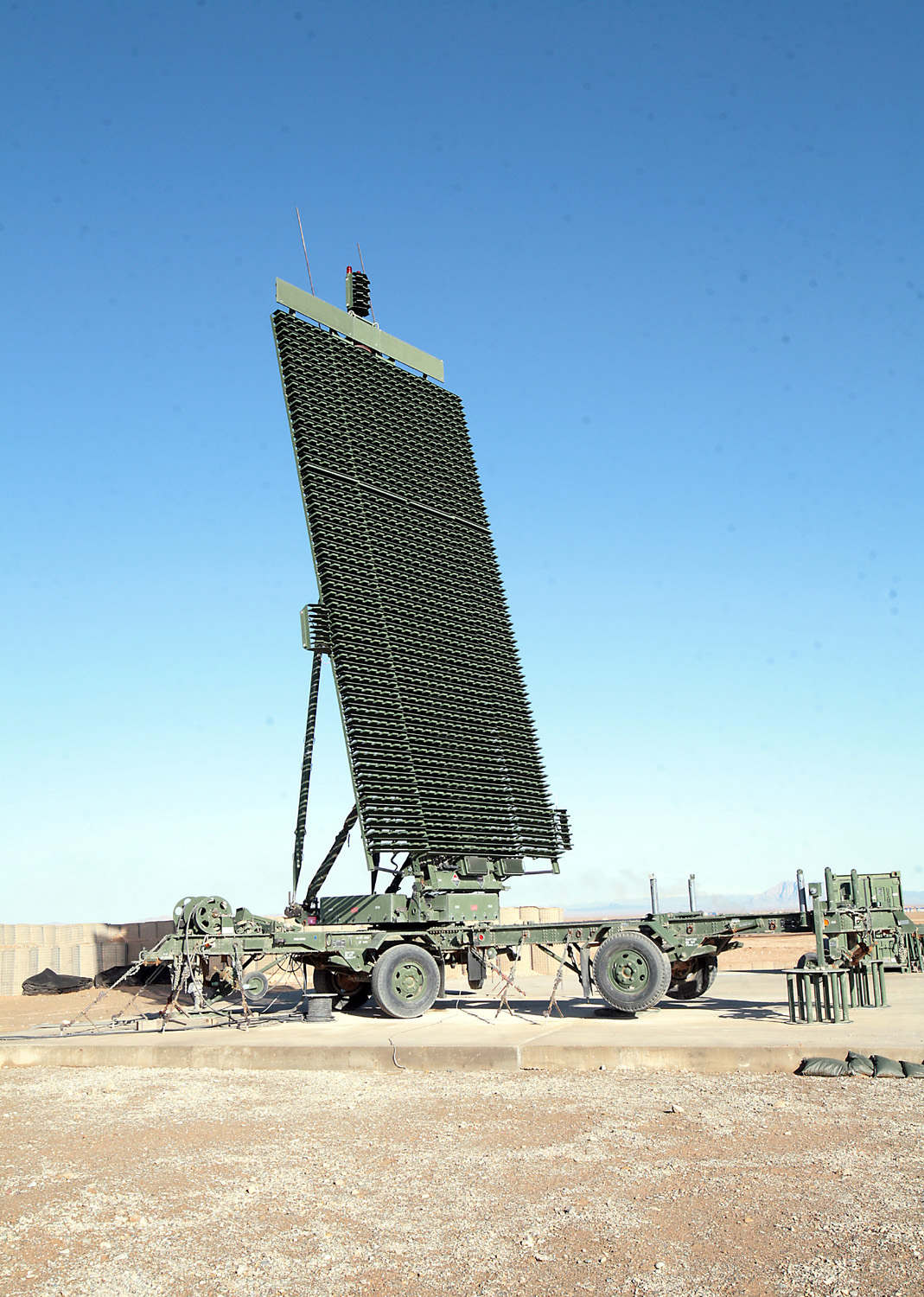
미국 AN/TPS-59 레이다. 중국이 베껴서 YLC-4 레이다를 만들었다.

AN/TPS-59는 미국의 3차원 위상배열 지대공 레이다이다.

## 역사
1985년 AN/TPS-59 버전 1이 미국 해병대에 실전배치되었다.
1998년 AN/TPS-59 버전 3이 미국 해병대에 실전배치되었다. 대당 가격은 5천만 달러이다. 적의 탄도 미사일도 추적할 수 있다.
2017년 4월, 평택시 신장동 627-16 일원 4층짜리 빌라와 직선거리로 불과 50m밖에 떨어지지 않은 AN/TPS-59에 대해 주민들이 소음과 전자파 민원을 제기했다. 신장동 주민 최모(37)씨는 "레이더가 설치된 이후 지능형 에어콘이 가동되지 않고 센서 전등은 오작동을 반복했다"며 "24시간 계속되는 소음 때문에 국방부와 평택시, 한미연합사에 항의 전화를 계속 했다"고 밝혔다. 미국 해병대가 운영하는 대공 감시 레이더인 AN/TPS-59가 시끄러운 소음을 내며 회전하고 있었다.
2017년 6월 26일, 오산공군기지의 지상 기반 레이더(AN/TPS-59)를 철거해 기지 내의 다른 지역으로 이동했다.
2019년 현재 경기도 평택시 오산공군기지에 장거리 대공 감시 레이더(AN/TPS-59)와 패트리어트(PAC-3) 미사일이 배치되어 있다.
AN/TPS-59는 울릉도에 배치된 AN/FPS-117과 비슷하다.
미국 해병대가 사용중이며, 무게 20톤, 탐지거리 740 km, 탐지고도 15 km이며, 1980년대에 록히드 마틴이 개발했다.
- AN/TPS-59, 록히드 마틴, 1980년 개발, D 밴드, 탐지거리 740 km, 3차원 위상배열 지대공 레이다
- AN/FPS-117, 록히드 마틴, 1980년 개발, L 밴드, 탐지거리 470 km, 3차원 위상배열 지대공 레이다

## 사용국가
- 미국 - 미국 해병대
- 이집트
- 대만
- 바레인
- 대한민국 - 주한미군

## 같이 보기
- YLC-4 레이다
- AN/FPS-117